# 回転安定式磁気浮上
回転安定式磁気浮上（英語: Spin-stabilized magnetic levitation）とは、回転によって安定性を維持する磁気浮上。

## 概要
アーンショーの定理により、永久磁石のみによって構成される磁気浮上では三次元の自由空間にポテンシャルの極大も極小も作れないので鞍点は存在しないとされるが、浮上物を回転させる事により安定性を維持することが可能になる。物理学の教材や玩具としてレビトロンやU-CAS（ユーカス）等が製造、販売される。
台（ベース）は着磁されており、磁場の強度は中心部で弱く、周辺部で強く、ドーナツ状に磁極が分布しており、極性は上がＮ極、下がＳ極で、コマはこの逆の極性になっている。
磁場強度の弱い部分の反発浮上力とバランスウェイトの釣り合いにより浮上を維持する。